# Jessie Buckley
Jessie Noelle Buckley (Killarney, 28 de diciembre de 1989) es una actriz, cantante y compositora irlandesa. Su carrera comenzó en 2008 como concursante en el programa de talentos de la BBC I'd Do Anything en el que ocupó el segundo lugar. Después de participar en papeles teatrales, suspendió su carrera profesional para estudiar en la Real Academia de Arte Dramático, de donde se graduó en 2013.
En 2016 Buckley apareció en cuatro series de televisión de la BBC. Desde entonces, Buckley ha protagonizado las películas Beast (2017) y Wild Rose (2018), por las cuales recibió elogios de la crítica y una nominación al Premio BAFTA a la mejor actriz en un papel principal por este último.
En 2022 es nominada a mejor actriz de reparto en la 94.ª edición de los Premios Óscar por su interpretación de Leda en The Lost Daughter, donde también fue nominada Olivia Colman (por el mismo personaje en su versión mayor).

## Biografía
Buckley nació en Killarney, Condado de Kerry, como la mayor de cinco hermanos. Su madre, Marina Cassidy, le animó a cantar y la preparó. Tiene un hermano y tres hermanas. Buckley fue a la Escuela Secundaria de las Ursulinas, una escuela de religiosas para niñas en Thurles, condado de Tipperary, donde su madre trabaja como directora del coro y donde ella actuó en producciones escolares. Interpretó varios papeles masculinos en la escuela, incluido el papel principal masculino del fundador de la pandilla Jets, Tony, en el musical West Side Story y Freddie Trumper en Chess. Obtuvo el octavo grado en piano, clarinete y arpa con la Royal Irish Academy of Music.

## Carrera
Buckley compitió en I'll Do Anything, un programa para buscar un nuevo protagonista desconocido para interpretar a Nancy, un personaje ficticio con varias adaptaciones teatrales. En un renacimiento en el escenario del West End de Londres del musical británico Oliver!.
Consiguió el papel principal en el drama de música country de 2019 Wild Rose, que le dio la oportunidad de interpretar música de la película en el Festival de Glastonbury. La banda sonora oficial de la película alcanzó el número uno en la lista de álbumes de países del Reino Unido. Se considera este su primer álbum de estudio, ya que incluso compuso la canción "That's The View From Here (Famous Folk Are Weird)".[cita requerida]
En 2019, Buckley alcanzó fama mundial por su interpretación de Lyudmilla Ignatenko en Chernobyl. La miniserie se convirtió en el programa de televisión mejor calificado en la historia de IMDb. También apareció en la película biográfica de Judy Garland de 2019 titulada Judy. En 2020, luego del estreno de Dolittle, The Courier y Misbehaviour, comienza la consolidación de su carrera con la nueva obra de Charlie Kaufman, I'm Thinking of Ending Things, donde fue aclamada por la crítica. Finaliza este año con el estreno de la cuarta temporada Fargo, dando vida a la enfermera de la muerte Oraetta Mayflower.
Para 2020, además, tenía planificado protagonizar la obra teatral Romeo & Julieta del National Theatre junto a Josh O'Connor; sin embargo, debido a la pandemia de COVID-19 decidieron grabarla y llevarla a la gran pantalla. En 2021 fue su estreno, seguido de The Lost Daughter, primera película dirigida por Maggie Gyllenhaal que le valdría su primera nominación a los Oscars. Finaliza el año, además, con el estreno del musical Cabaret junto al galardonado Eddie Redmayne, dando vida a la icónica Sally Bowles. Este rol la hace ganadora de su primer Olivier Award en 2022.
Para 2022 anuncia el lanzamiento de su segundo álbum de estudio, llamado For All Our Days That Tear The Heart, junto al músico británico Bernard Butler con el nombre Buckley and Butler; el cual fue publicado el 17 de junio de 2022. El álbum alcanzó el puesto número 23 en las listas del Reino Unido. Recibió la nominación al mejor álbum del año en los Premios Mercury. Además, se estrenó la película Women Talking, película que protagonizó junto con Rooney Mara, Claire Foy y Ben Wishaw. Película que se estrenó de forma limitada en Cánada y en Estados Unidos, el 23 de diciembre de 2022; y se extendió con su estreno pronlogado en cines del resto del mundo en 2023.
También participó en la película animada de Netflix, Scrooge: A Christmas Carol, dando voz a Isabel Fezziwig. Además, durante 2022, filmó Hot Milk junto a Fiona Shaw y Vicky Krieps; Wicked Little Letters, junto a Olivia Colman, y terminó de filmar la película Fingernails junto a Jeremy Allen White y Riz Ahmed, película que fue estrenada directamente en el servicio de streaming Apple TV+ el 3 de noviembre de 2023. Ese mismo año se anunció la nueva película de Chloé Zhao, Hamnet (2025), basada en la novela Hamnet de Maggie O'Farrell y protagonizada junto a Paul Mescal.
En 2024, se unió al elenco de la nueva película de Maggie Gyllenhaal, The Bride!, película programada para 2025.

## Vida personal
Buckley mantuvo una relación con el actor James Norton entre 2015 a 2017. Actualmente reside en Norfolk. En el verano de 2023, se casó con su pareja Freddie, un psicólogo, en una ceremonia íntima.

## Filmografía

### Cine
| Año  | Título                        | Papel               | Notas         |
| ---- | ----------------------------- | ------------------- | ------------- |
| 2017 | Beast                         | Moll Huntford       |               |
| 2018 | Wild Rose                     | Rose-Lynn Harlan    |               |
| 2019 | Judy                          | Rosalyn Wilder      |               |
| 2020 | Dolittle                      | Reina Victoria      |               |
| 2020 | The Courier                   | Sheila Wynne        |               |
| 2020 | Misbehaviour                  | Jo Robinson         |               |
| 2020 | I'm Thinking of Ending Things | Mujer joven         |               |
| 2021 | La hija oscura                | Leda Caruso (Joven) |               |
| 2022 | Men                           | Harper              |               |
| 2022 | Women Talking                 | Mariche             |               |
| 2022 | Scrooge: A Christmas Carol    | Isabel Fezziwig     | Papel de voz  |
| 2023 | Wicked Little Letters         | Rose Gooding        |               |
| 2023 | Fingernails                   | Anna                |               |
| 2025 | Hamnet                        | Agnes Shakespeare   | Posproducción |
| 2026 | The Bride!                    | La novia            | Posproducción |

### Televisión
| Año  | Título             | Papel               | Notas       |
| ---- | ------------------ | ------------------- | ----------- |
| 2014 | Endeavour          | Kitty Batten        | 1 episodio  |
| 2016 | War & Peace        | Marya Bolkonskaya   | 6 episodios |
| 2017 | Taboo              | Lorna Bow           | 7 episodios |
| 2017 | The Last Post      | Honor Martin        | 6 episodios |
| 2018 | The Woman in White | Marian Halcombe     | 5 episodios |
| 2019 | Chernobyl          | Lyudmilla Ignatenko | 5 episodios |
| 2020 | Fargo              | Oraetta Mayflower   | Temporada 4 |

### Obras de teatro
| Año       | Título               | Papel        | Teatro           |
| --------- | -------------------- | ------------ | ---------------- |
| 2008–2009 | A Little Night Music | Anne Egerman | Garrick Theatre  |
| 2014      | The Tempest          | Miranda      | The Globe        |
| 2015      | The Winter's Tale    | Perdita      | Branagh Theatre  |
| 2021      | Romeo & Juliet       | Juliet       | National Theatre |
| 2021–2022 | Cabaret              | Sally Bowles | Kit Kat Club     |

## Discografía
| Año  | Título                                                    | Número de canciones | Notas              |
| ---- | --------------------------------------------------------- | ------------------- | ------------------ |
| 2019 | Wild Rose                                                 | 21                  | Banda sonora       |
| 2022 | For All Our Days That Tear The Heart (con Bernard Butler) | 12                  | Álbum colaborativo |

## Premios
| Premio                                | Año  | Categoría                | Obra nominada                        | Personaje         | Resultado |
| ------------------------------------- | ---- | ------------------------ | ------------------------------------ | ----------------- | --------- |
| Premios Óscar                         | 2022 | Mejor actriz de reparto  | The Lost Daughter                    | Leda              | Nominada  |
| Premios BAFTA                         | 2019 | Nueva estrella emergente | Nueva estrella emergente             | Ella misma        | Nominada  |
| Premios BAFTA                         | 2020 | Mejor actriz             | Wild Rose                            | Rose-Lynn Harland | Nominada  |
| Premios BAFTA                         | 2022 | Mejor actriz de reparto  | The Lost Daughter                    | Leda              | Nominada  |
| Premios BIFA                          | 2018 | Mejor actriz             | Beast                                | Moll              | Ganadora  |
| Premios de la Crítica Cinematográfica | 2023 | Mejor actriz de reparto  | Women Talking                        | Mariche           | Nominada  |
| Premios de la Crítica Cinematográfica | 2023 | Mejor reparto            | Women Talking                        | Mariche           | Nominada  |
| Premios Gotham                        | 2020 | Mejor actriz             | I'm Thinking of Ending Things        | Young Woman       | Nominada  |
| Premios Gotham                        | 2021 | Mejor actriz de reparto  | The Lost Daughter                    | Leda              | Nominada  |
| Premios Gotham                        | 2022 | Mejor actriz de reparto  | Women Talking                        | Mariche           | Nominada  |
| Premios Independent Spirit            | 2021 | Mejor actriz de reparto  | The Lost Daughter                    | Leda              | Nominada  |
| Premios Independent Spirit            | 2022 | Premio Robert Altman     | Women Talking                        | Mariche           | Ganadora  |
| Premio Laurence Olivier               | 2022 | Mejor actriz - Musical   | Cabaret                              | Sally Bowles      | Ganadora  |
| Premios Mercury                       | 2022 | Mejor álbum              | For All Our Days That Tear The Heart | Ella misma        | Nominada  |
| Premios del Sindicato de Actores      | 2023 | Mejor reparto            | Women Talking                        | Mariche           | Nominada  |